# スターダスト★ウインク
『スターダスト★ウインク』は、春田ななによる日本の漫画作品。

## 概要
『りぼん』（集英社）にて、2009年2月号から2013年2月号まで連載された。単行本は全11巻。幼馴染3人が主な登場人物である。作者の故郷である新潟県が舞台となっている。同誌の2月号には、サポーター会員（3,000人）の募集とプレミアム複製原画のプレゼント（10人）も記載されていた。コミックス1巻発売記念企画に購入した人限定で、サポーター会員を100名募集。初版にはクリアしおり付きだった。
2011年5月13日より、VOMICにてラジオドラマが全4話で配信されていた。

## 登場人物
※キャストはVOMIC版のもの。
古城 杏菜（こしろ あんな）
声 - 伊瀬茉莉也
主人公。誕生日：3月10日。魚座。A型。身長：158cm、体重：45kg。
家族構成：父・母・ココ（シマリス）。好きなもの：小動物。好きな食べ物：チョコ・乳製品。嫌いな食べ物：魚。
新潟県にあるマンションの302号室に住んでいる。髪は長いパーマであり、色は明るい栗色である。幼馴染の颯からも「好き」と言われているが、彼女自身はもう一人の幼馴染の日向が好き。物語当初は中学3年生で、その後新越高校に進学する（1年5組）。新越高校はクラブ活動が必須で、「なるべく楽をしたい」という理由から、友人の菜花（後述）に誘われて、部員らしい部員がいない「あってないような部活」と噂されていた写真部に入った。だが、写真部の新しい顧問は熱血タイプの先生で、その先生の指導の下、はからずも少しずつ写真の面白さを知っていく。能天気な性格で、颯曰く「思考が幼稚園児並みの時がある」。「にょわ」など少し変わった口癖がある。
永瀬 颯（ながせ そう）
声 - 立花慎之介
誕生日：4月29日。牡牛座。A型。身長：177cm。体重：54kg。
家族構成：父・母・姉（凛）。好きなもの：ゲーム全般（特にポ○モン）。好きな食べ物：肉・ジャンクフード。嫌いな食べ物：緑の野菜。
杏菜の幼馴染の1人で、隣の301号室に住んでいる男の子。髪の色はこげ茶色。容姿が良く、明るい性格で、成績もいいため女子からの人気が高い（日向よりもモテる設定らしい）。視力が悪く、小さな文字は目を細めないと見えない。変わっている所は、大音量で曲を聴くこと。幼い頃から杏菜が好きで第一話末で告白をし、付き合うが長続きせず破局。その後も杏菜を想っている様子。中学時代は絢音（後述）と付き合っていた。両親が共働きで忙しくインスタント食品中心の食生活なため、杏菜の母が作った差し入れに頼りぎみ。姉は彼氏と半同棲中であまり家に帰って来ない。誕生日もあまり祝って貰えたことがない。物語当初は中学3年生で、その後は新越高校に進学する（1年5組）。入学当時は体育会系の部活から勧誘をいっぱい受けていたが、本人はバイトがしたいらしく、暇そうな囲碁部に入部したと言っている。女の子はロングヘア派らしい。
都倉 日向（とくら ひなた）
声 - 浪川大輔
誕生日：11月20日。蠍座。O型。身長：175cm。体重：53kg。
家族構成：父・母。好きなもの：リス（特にココ）。好きな食べ物：サラダ。嫌いな食べ物：肉。
杏菜の幼馴染の1人で、303号室に住んでいる。髪の色は金色っぽい茶髪で、颯と正反対で穏やかでぼんやりとした男の子。颯と同じく容姿が良いが、学校では颯の方がモテるらしい。絵が得意でコンクールに何度か入賞されたことがある。マイペースで、文明機器が好きではなく携帯を持っていない。美術部所属で好きな人がおり、その人の恋愛対象に自分は入っていないと言う。リスが好きで、杏菜が飼うリスによく餌を与えに来る。絵の練習よりも杏菜や颯と登校することを選ぶなど、幼馴染思い。二人の喧嘩を冷静に見守ったり、甘やかしたりと、二人からよく取り合いされる立場にある。初登場時は杏菜たちと同じく中学3年生で、その後は東京の美術高校に通っている（そのため親に無理矢理携帯を持たされた）。
鈴井 妃（すずい ひめ）
声 - 持月玲依
杏菜の中学時代からの女友達。見た目は能天気であっけらかんとしているが、時にズバっと物事を言う。髪はおかっぱ。杏菜と同じく新越高校の1年6組で杏菜とは違うクラス。杏菜と同じ理由で写真部に入ったが、写真には興味がなく幽霊部員で(のちに退部)、新登場の菜花・絢音（後述）と入れ替わるように作中から姿を消した。
有坂 瑠衣（ありさか るい）
声 - 真堂圭
杏菜の中学時代からの女友達。見た目はクールだが、サバサバした性格で杏菜によく的確なアドバイスをする。髪は黒いクセ毛。杏菜、妃と同じく新越高校1年6組で杏菜とは違うクラス。杏菜と同じ理由で写真部に入ったが、やはり幽霊部員(のちに退部)で、妃と同じく菜花・絢音の登場と入れ替わるように作中から姿を消した。
佐伯 菜花（さえき なのか）
誕生日：4月7日。牡羊座。AB型。身長：152cm。体重：41kg。家族構成：父・母・兄。
高校に入ってできた杏菜のクラスで初めての友達。絢音や陽多と幼馴染である。杏菜とは菜の花同盟（名前に菜の字が付く女子の同盟）を組む。
絢音の事が大好きで、絢音が誰かと仲良くするのが大嫌いなため、彼女が颯と付き合っていた頃は彼に敵意剥き出しであった。そのため、颯の事を「うんこ永瀬」と呼んでいた。
颯にいじめ（嫌がらせ？）をするために杏菜を騙したが、今は反省している。杏奈を騙した行動は絢音を想う故の行動であり、根は素直で明るい。素直に謝った現場を目撃した絢音と陽多が驚いていたほど。
麻生 絢音（あそう あやね）
誕生日：11月30日。射手座。O型。身長：162cm。体重：48㎏。家族構成：母・兄。好きな食べ物：クレープ。
菜花の幼馴染。髪は黒いストレート。かなりの美人で、菜花曰く「なんでもできる」らしい。
颯とは、中学の頃同じ塾で知り合い、付き合っていた。父親と母親の仲が非常に悪く、小さい頃に両親が喧嘩しているといつも泣いていて、その声は隣の家の菜花のところまで聞こえていたらしい。それに対する弱音は颯にしか吐かなかったようで、それが菜花が颯を毛嫌いする理由の一つとなっている。
新越高校へはバス通学。菜花とは中学が違った。
風見 陽多（かざみ ひなた）
誕生日：3月9日。魚座。AB型。身長：170cm。体重：55kg。家族構成：父・母・兄。好きなもの：少年漫画。好きな食べ物：味噌ラーメン、シュークリーム。嫌いな食べ物：梅干し、メンマ。
菜花と絢音の幼馴染の男の子。杏菜達と同じクラスで杏菜の隣の席。授業中はずっと寝ている。昔から絵を描く事と漫画が好きだったらしく、中1の時、菜花と絢音に勧められて応募した雑誌の漫画賞で見事入賞。現役高校生漫画家として活動している。
常盤 満作（ときわ まんさく）
颯の友人。長髪で、髪を後で結っている。ちなみに花と同じ名前で、検索すると出てくるらしい。
ココ（ココナッツ）
杏菜の飼っているリス。実は現在のココは2代目で、1代目は杏菜の不注意で脱走し、事故で死んでしまったが、それを見た颯と日向が自分たちのお小遣いで買ったのが今のココ（2代目）。おっとりとした性格で、飼い主の杏菜よりも日向の方が好き。
永瀬 凛（ながせ りん）
颯の姉。彼氏と半同棲しているらしく、滅多に帰って来ない。中学生の時は真白のことが好きだったが、真白の行動からギクシャクしてしまったため、話さない。中学時代はセミロングだった。
杏菜の母
髪の長い杏菜の母親。勉強面では厳しい。杏菜とそっくり。
颯の彼女
第1話で登場。夜遅くに颯の部屋に入ってきた杏菜や、それを許す颯に対し激怒。颯にもう杏菜を部屋に入れないでくれと頼むが、あっさり撃沈し、そのまま別れた。髪が長い（おそらく颯の好み）。
榎本先輩（えのもと -）
声 - 村田太志
第1話で杏菜の彼氏から元彼氏になる。一昨年、杏菜の中学校を卒業して南高校へ進学した先輩。杏菜に告白されて可愛いからという理由で付き合うものの、キスをしようとしたら顎を蹴られ、振られる。
市原 紅（いちはら べに）
誕生日：8月8日。獅子座。A型。身長：158cm。体重：42kg。
颯の事が大好きな中学1年生（初登場時小学校6年生）。杏菜、颯、日向と同じマンションの501号室に住むコギャル。金髪・大人びたファッションで到底中学生に見えない。「颯を独り占めしている」というわりと身勝手な理由で杏菜を敵視している。現在は杏菜、颯、日向が通っていた中学に通っている。真白との兄弟仲は悪い。
市原 真白（いちはら ましろ）
誕生日：7月10日。蟹座。AB型。身長：180cm。体重：58kg。
紅の兄。杏菜の自称・初恋の人。GW中だけ給料なしで杏菜の家庭教師になる。東京にある私立大学の医学部に通う大学2年生。現在は大きなマンションに一人暮らし。杏菜が日向を好きなのを知っていた。小・中学の時は女子にモテモテであったが、誰かに縛られるのは嫌いなため誰とも付き合わなかった。元々紅との兄弟仲はよろしくなかったが、凛の一件があってから余計に酷くなった様子。
望月 くるみ（もちづき くるみ）
誕生日：11月23日。射手座。A型。身長：157cm。体重：43kg。家族：父・母・妹（かりん）。好きな食べ物：フレンチトースト。嫌いな食べ物：唐辛子。
杏菜の中学の頃のクラスメート。日向の事が好き。運動会の日に日向に告白するが振られる。新越高校1年6組。
美術部所属（高校も）。中学時代には顧問のマリちゃん（小林マリ）とメル友の関係だった。
髪は黒いストレートで、メガネをかけている。地道に努力をするタイプだがドジが多い。リスの「クー」の飼い主。
小林 マリ（こばやし マリ）
誕生日：3月21日。おひつじ座。AB型。身長：162cm。体重：48kg。家族：父・母。好きなもの：スカート・フリル。好きな食べ物：フルーツ。嫌いな食べ物：レバー、ナマモノ。
杏菜が通っていた中学の美術部の顧問だった先生。杏菜のクラスの副担任でもあった。くるみのメル友で、彼女の恋愛相談の相手として応援をしていた。
しかし、一方では日向の恋心を知っていながら、日向を弄んでいて、杏菜と颯に対しても「生徒になら誰にでもキスできる」と言い、くるみに告白を促したことも「良い人生経験」と言い放った。自身には婚約者がいて、杏菜たちが中学を卒業する頃に結婚し、寿退職したという。そのことを知った颯からは「結婚相手に逃げられて不況で再就職もできないただの無職の女になればいい。」などと酷評されている。
中澤 千秋（なかざわ ちあき）
新越高校の写真部の顧問の先生。女性ながら、かなり男っぽい性格。杏菜が入学した年に新しく顧問に就任し、それまで実績のなかった写真部を盛り上げるため熱血的な指導に取り組んでいる。
クー
くるみのペットのリス。ココと違って元気はハツラツな性格。くるみのバックの中へ入って学校に来たこともある。
都倉 日和（とくら ひより）
日向の母。39歳。年のわりにフワフワしている。いつも可愛いお弁当を日向に作る。LOVELOVE（?）メールを一日に何十通も送る。

## 作中に登場する場所

### フィクション
新越高校
杏菜や颯が通う高校。制服は冬服はブレザーにネクタイ、チェックのスカートになっている。杏菜がこの学校に入った理由は、制服が可愛いから。
新越義塾
颯、絢音、菜花が中学の時に通っていた塾。颯と絢音はここで知り合った。

### ノンフィクション
- 万代シテイ
- マリンピア日本海
- 新潟駅
- 東川町
- 上野動物園